# Chrysopa septemmaculata
Chrysopa septemmaculata là một loài côn trùng trong họ Chrysopidae thuộc bộ Neuroptera. Loài này được Tsukaguchi miêu tả năm 1995.